# Swój do swego po swoje
Swój do swego po swoje – hasło wzywające do popierania polskiego handlu i rzemiosła. Było stosowane w XX w. w dwojaki sposób:
1. Na początku XX w. w zaborze pruskim administracja niemiecka, dążąc do germanizacji ludności, m.in. popierała przedsiębiorców niemieckich. Powodowało to opór przybierający formę solidarności narodowej ludności polskiej. Sklepy i warsztaty znajdujące się w rękach Polaka w świadomości społecznej stawały się placówką narodową, co zrodziło hasło „swój do swego” nawołujące do kupowania tylko w placówkach będących polską własnością. Pikietowano placówki niemieckie i piętnowano w prasie przypadki łamania bojkotu[1][2].
2. Przez polskich nacjonalistów, szczególnie popularne w ostatnich latach przed II wojną światową. Nawoływało społeczeństwo do bojkotu handlu żydowskiego[3] (po raz pierwszy bojkot ogłoszono w 1912)[4] i do zaopatrywania się w sklepach prowadzonych przez polskich kupców. Wyrastało z przekonania, że sklepiki żydowskie odbierają klientów i zarobek placówkom polskim[5][6].

Zwrot pojawia się kilkakrotnie w Kosmosie Witolda Gombrowicza.